# Iwan Wirth
Iwan Wirth (geboren im Mai 1970 in der Schweiz) ist Präsident und Mitgründer von Hauser & Wirth, einer Galerie für zeitgenössische Kunst und moderne Meister. Hauser & Wirth wurde in der Financial Times als „der Marktplatz der Ideen“ bezeichnet.
Iwan Wirth zählt zu den einflussreichsten Akteuren des zeitgenössischen Kunstbetriebs. 

## Leben
Er wuchs in Oberuzwil auf, nachdem seine Familie von Bern dorthin umgezogen ist. Er begann eigenen Aussagen nach als siebenjähriger Kunstwerke zu verkaufen. Er eröffnete als Schüler 1986 seine erste Galerie in Oberuzwil, er stellte dabei Werke des Basler Künstlers Bruno Gasser aus. Wirth lernte die aus dem Nachbarort Uzwil stammende Kunstsammlerin Ursula Hauser-Fust kennen, ihre Tochter Manuela Würth wurde seine Ehefrau. Hauser, die zu dieser Zeit ihre Anteile an der Elektrohausgerätekette Dipl. Ing. Fust verkaufte, gründete zusammen mit ihrer Tochter und Iwan Wirth 1992 die Galerie Hauser & Wirth in Zürich, die heute ein globales Unternehmen ist. 
Wirth besitzt landwirtschaftliche Flächen in Somerset, bestehend aus Wald und Weideland. Auf der Farm werden Landrassen-Schweine und Lleyn-Schafe sowie Rinder verschiedener Landrassen gehalten – hauptsächlich Hereford und Aberdeen Angus sowie eine kleine Anzahl an reinrassigen Ruby Red Devons und Welsh Blacks. Die Farm hält auch Wild und Fasane und eine der größten Angoraziegen-Herden im Vereinigten Königreich. Das Restaurant Roth Bar & Grill von Hauser & Wirth Somerset wird direkt von der Farm beliefert und serviert lokale, saisonale Speisen. Die zugehörige Bar wurde von Björn und Oddur Roth gestaltet. Das Restaurant stand 2014 auf der Liste der „25 Best Places for Brunch“ der Times. Zum Besitz der Wirths gehört auch das Durslade Farmhouse, ein Gästehaus auf dem Gelände von Hauser & Wirth Somerset, das zu den ursprünglichen denkmalgeschützten Wirtschaftsgebäuden aus der Zeit um 1760 zählt.

## Auszeichnungen und Ehrungen
2014 wurde Wirth zum Treuhänder der Royal Academy of Arts, London berufen. Er ist Mitglied in einer Reihe von Gremien wie der Maria-Lassnig-Stiftung, dem Swiss Cultural Fund, dem Auswahlkomitee der Frieze Masters, dem Council of the Serpentine Gallery und dem South Asian Acquisitions Committee von Tate. Iwan Wirth war 2007 Preisträger des Swiss Institute/Contemporary Art Benefit, und 2015 erhielten Iwan und Manuela Wirth jeweils den Ehrendoktor in Literaturwissenschaften der Bath Spa University.
2015 kürte ArtReview Iwan und Manuela Wirth in der ‘Power 100’-Liste gemeinsam zur Nummer 1 der einflussreichsten Figuren der Kunstwelt. 2016 belegte das Paar den dritten, 2017 den siebten und 2018 den sechsten Rang. Zuvor errang Iwan Wirth 2013 und 2014 jeweils den dritten Platz. Die New York Times beschrieb Wirth als „einen der einflussreichsten Akteure in der zeitgenössischen Kunst“.